# Òlcades
Els òlcades (en llatí Olcades, en grec antic Ὀλκάδες) eren un poble celta d'Hispània, al curs alt del riu Anas, al nord-est del territori després ocupat pels oretans.
Només es parla d'ells durant les guerres dels cartaginesos amb els ibers, però després van desaparèixer de la història. Hanníbal en va establir una colònia a Àfrica. La seva capital era Althaea, segons Polibi. En parla també Esteve de Bizanci.